# 현미경 연대표
최초로 확대경을 사용했던 사람은 스위스의 의사인 게스너로 알려져 있다.
- 1590년대 독일 안경제조자 Hans Jansen과 그의 아들 Zacharias Jansen가 최초의 현미경을 만들었다고 알려져 있다. 이 현미경은 주로 해양탐사에 이용되었다.[2]
- 1609년 갈릴레오 갈릴레이가 볼록렌즈와 오목렌즈를 가진 복합 현미경을 발명했다.
- 1625년 Giovanni Faber가 갈릴레오 갈릴레이의 복합 현미경에 현미경(microscope)이라고 이름 붙였다.
- 1660년경 네덜란드 델프트에 살았던 Anton van Leeuwenhoek(1632-1732)가 최초로 대물렌즈와 오목렌즈를 이용한 현미경을 만들었고 배율은 100-300배 정도 되었다. 레벤후크가 미생물을 관찰한 최초의 사람인 것은 거의 확실하다.[3]
- 1665년 Robert Hooke가 Micrographia를 출판하고, 코르크 마개에서 그가 발견한 것에 세포(cell)라는 이름을 붙였다.
- 1674년 Anton van Leeuwenhoek가 단순한 현미경을 생물학적 시료(biological specimens)를 보도록 개선했다.
- 1863년 Henry Clifton Sorby가 광물을 관찰하기 위한 야금 현미경을 개발했다.
- 1860년대 Ernst Abbe가 Abbe sine condition을 발견했고 여태까지 trial and error에 의존하던 현미경 디자인에 돌파구가 되었다. Carl Zeiss 사가 이 기술을 활용해서 이 영역에 지배적인 현미경 생산자가 되었다.
- 1931년 Ernst Ruska 가 첫 전자 현미경을 만들었다. 투과전자현미경(Transmission electron microscope)이었다.
- 1936년 Erwin Wilhelm Müller가 장방출 현미경(field emission microscope)을 발명했다.
- 1938년 James Hiller가 또 다른 주사전자현미경(SEM)을 만들었다.
- 1951년 Erwin Wilhelm Müller가 장(전계) 이온 현미경(field ion microscope)을 발명했고, 원자를 처음으로 보았다.
- 1953년 이론물리학 교수였던 Frits Zernike가 위상차현미경(phase contrast microscope) 발명으로 노벨 물리학상을 받았다.
- 1967년 Erwin Wilhelm Müller가 비행시간 스펙트로스코피(time-of-flight spectroscopy)를 장 이온 현미경에 부착해서 첫 원자 탐침을 만들었고, 개별 원자에 대한 화학적인 식별이 가능하게 하였다.
- 1981년 Gerd Binnig 와 Heinrich Rohrer가 주사형 터널 현미경(scanning tunneling microscope, STM)을 개발했다.
- 1986년 Gerd Binnig, Quate, 그리고 Gerber가 원자간력현미경(Atomic force microscope, AFM)을 개발했다.

## 참고 문헌
1. ↑  https://terms.naver.com/entry.naver?docId=3569769&cid=58885&categoryId=58885
2. ↑  https://terms.naver.com/100.nhn?docid=189293
3. ↑  Jacquelyn G. Black, <Microbiology> seventh ed., John Wiley & Sons 2008.